# Ludolf Herbst
Pour les articles homonymes, voir Herbst.
Ludolf Herbst, né le 21 mars 1943 à Wülfinghausen et mort le 17 décembre 2024, est un historien allemand. Son axe de recherche est l'histoire allemande du XXe siècle.

## Biographie
Herbst étudie l'histoire, la littérature allemande, la philosophie et les sciences politiques à l'université de Göttingen. Avec une thèse sur la persécution de la Première Internationale par les grandes puissances à l'époque de l'Empire, il obtient en 1973 un doctorat. Il complète son habilitation avec une étude qui est publiée en 1982 sous le titre La guerre totale et l'ordre de l'économie. Ses professeurs universitaires à Göttingen sont Reinhard Wittram (de), Rudolf von Thadden et Rudolf Vierhaus .
Après une brève activité d'enseignement à Göttingen, Ludolf Herbst devient directeur adjoint de l'Institut d'histoire contemporaine de Munich en 1983. De 1991 à 2008, il est professeur d'histoire moderne et contemporaine à l'Université Humboldt de Berlin .

## Travaux (sélection)
- Der totale Krieg und die Ordnung der Wirtschaft. Die Kriegswirtschaft im Spannungsfeld von Politik, Ideologie und Propaganda 1939–1945, Deutsche Verlags-Anstalt, Stuttgart 1982,  (ISBN 3-421-06119-X).
- Option für den Westen. Vom Marshallplan bis zum deutsch-französischen Vertrag, Deutscher Taschenbuch-Verlag, München 1989,  (ISBN 3-423-04527-2).
- Das nationalsozialistische Deutschland 1933–1945, Suhrkamp, Frankfurt am Main 1996,  (ISBN 3-518-11285-6).
- Hrsg. mit Rudolf Vierhaus, Bruno Jahn (Mitarb.): Biographisches Handbuch der Mitglieder des Deutschen Bundestages. 1949–2002, K. G. Saur Verlag, München,
  - Bd. 1: A–M, 2002,  (ISBN 978-3-598-23782-9 et 3-598-23782-0);Vorschau über Google-Bücher.
  - Bd. 2: N–Z; Anhang, 2003,  (ISBN 978-3-598-23782-9 et 3-598-23782-0).
  - Bd. 3: Zeittafel – Verzeichnisse – Ausschüsse, 2003,  (ISBN 3-598-23783-9).
- Komplexität und Chaos. Grundzüge einer Theorie der Geschichte, Beck, München 2004,  (ISBN 3-406-49455-2).
- Hrsg. mit Thomas Weihe: Die Commerzbank und die Juden 1933–1945, Beck, München 2004,  (ISBN 3-406-51873-7).
- Hitlers Charisma. Die Erfindung eines deutschen Messias, S. Fischer Verlag, Frankfurt am Main 2010,  (ISBN 978-3-10-033186-1).